# Arnold Gray
Arnold Gray (auch: Arnold Gregg, Arnold R. Samberg, * 20. April 1899 in Toledo, Ohio; † 2. oder 3. Mai 1936 in Alpine, Kalifornien) war ein US-amerikanischer Filmschauspieler.

## Leben
Arnold Gray wurde als Arnold Ray Samberg geboren, sein Vater hieß Ray Thomas Samberg, seine Mutter Julia Marie, geb. Holback oder Halbach. Er hatte einen Bruder namens Harold Samberg und eine Tante namens Edith J. Buckman. Er erhielt seine Schulbildung in Toledo, Ohio. Der Los Angeles Herald meldete am 13. April 1921 auf seiner Titelseite, Gray habe im vorangegangenen Dezember den Stummfilmstar Anna Zacsek geheiratet. Weitere Zeitungsmeldungen bestätigten diese Eheschließung.
Im Jahr 1932 heiratete er die Schauspielerin Josefina Ramos, ein Double von Dolores del Río. Auch Gray arbeitete zeitweise als Double, und zwar für Joel McCrea, der auch das Fahrzeug finanzierte, in dem Gray im Frühjahr 1936 seine kranke Ehefrau nach Kalifornien brachte: Das Paar fuhr, weil Josefina Ramos an Tuberkulose litt, 1936 nach Kalifornien. Dort starben Arnold Gray und seine Ehefrau wenige Tage nacheinander, Gray an einem Herzinfarkt, Ramos an ihrer Krankheit. Sie erhielten ein Doppelbegräbnis in Los Angeles auf dem Hollywood Forever Cemetery.

## Karriere
Arnold Gray wurde in den Jahren 1920 bis 1926 als Schauspieler unter dem Namen Arnold Gregg geführt. Seine erste Filmrolle bekam er im Alter von 21 Jahren; er spielte in The Broken Gate von 1920 zusammen mit Bessie Barriscale und Joseph Kilgour. Es folgten Rollen in Love's Protégé, White Youth und 1926 in The Power of the Weak.
Als Arnold Gray spielte er in Filmen wie The Flame of the Yukon (1926), West of Broadway, The Slingshot Kid (1927), Fangs of Fate (1928), The Dentist (1932) und Luana (1932); seinen Durchbruch hatte der blonde, blauäugige Schauspieler offenbar mit The Flame of the Yukon.
In The Phantom Broadcast von 1932 spielte er den herzlosen Grant Murdock, der als angeblicher Radiosänger zahlreiche Frauen bezaubert und schließlich von einer eifersüchtigen Freundin niedergeschossen wird. Es folgten noch Rollen in Die Mumie (1932), The Lost Squadron (1932), Graf Zaroff – Genie des Bösen (1932), King Kong und die weiße Frau (1933), Sailor be Good! (1933), The Most Precious Thing in Life (1934), Finishing School (1934), Twentieth Century (1934), The Nut Farm (1935), The Spanish Cape Mystery (1935), She (1935) und Too Many Parents (1936).